# Thomas Strunz
Thomas Strunz (* 25. April 1968 in Duisburg) ist ein ehemaliger deutscher Fußballspieler. Er spielte hauptsächlich im defensiven Mittelfeld. Bei der Europameisterschaft 1996 wurde er mit der DFB-Auswahl Europameister.

## Karriere als Spieler

### Vereine
Bevor Strunz seinen ersten Profivertrag bekam, hatte er beim Duisburger Lokalverein TuRa 88 und drei Jahre beim Oberligisten MSV Duisburg gespielt, mit dem er 1987 Deutscher Amateurmeister wurde und 1989 in die 2. Fußball-Bundesliga aufstieg.
Dort kam er aber nie zum Einsatz, denn er erhielt einen Lizenzspielervertrag beim FC Bayern München, für den er zunächst drei Spielzeiten lang zum Einsatz kam. Sein Debüt gab er am 31. August 1989 (7. Spieltag) beim 4:0-Heimsieg über den Hamburger SV, als er in der 71. Minute für Olaf Thon eingewechselt wurde. Sein erstes Tor als Profi erzielte er am 27. Oktober 1989 (15. Spieltag) beim 2:0-Auswärtssieg gegen den FC St. Pauli.
Nach drei Spielzeiten (1992–1995) für den VfB Stuttgart kehrte Strunz zu den Bayern zurück. In der Winterpause der Saison 2000/01 wurde er vom Trainer Ottmar Hitzfeld ausgemustert und sein Vertrag vorzeitig aufgelöst. Da Strunz keinen anderen Verein fand, beendete er anschließend seine Profikarriere.

### Nationalmannschaft
Am 28. Februar (in Alès) und 14. März 1990 (in Simferopol) kam Strunz zum Einsatz in der U-21-Nationalmannschaft: Frankreich wurde mit 1:0 besiegt und gegen die Sowjetunion wurde ein 1:1-Unentschieden erzielt.
Am 10. Oktober 1990 bestritt er sein erstes Spiel für die A-Nationalmannschaft, die in Stockholm in einem Test-Länderspiel Schweden mit 3:1 Toren besiegte.
Strunz nahm 1994 an der Weltmeisterschaft in den USA teil. Ferner gehörte er zum Aufgebot, das 1996 in England Europameister wurde; dabei erzielte er im Halbfinale gegen England im Elfmeter-Schießen ein Tor.
Am 8. September 1999 spielte Strunz letztmals im Nationaltrikot: Im Qualifikationsspiel zur Europameisterschaft 2000 wurde Nordirland in Dortmund mit 4:0 Toren besiegt.
Sein einziges Tor in 41 Länderspielen erzielte er am 7. Juni 1995 bei der 2:3-Niederlage in Sofia im EM-Qualifikationsspiel gegen Bulgarien.
Strunz erhielt mit der Nationalmannschaft 1996 von Bundespräsident Herzog für den Gewinn der Europameisterschaft das Silberne Lorbeerblatt.

## Erfolge
- Europameister: 1996
- U.S. Cup: 1993
- UEFA-Champions-League-Sieger: 2001 Anm. 1
- UEFA-Champions-League-Finalist: 1999
- UEFA-Pokal-Sieger: 1996
- Deutscher Meister (5): 1990, 1997, 1999, 2000, 2001 Anm. 1
- DFB-Pokalsieger (2): 1998, 2000
- DFB-Ligapokal-Sieger (4): 1997, 1998, 1999, 2000
- DFB-Supercup-Sieger (2): 1990, 1992
- Deutscher Amateurmeister: 1987

Anmerkung:

## Karriere als Berater, Manager und Fernsehexperte

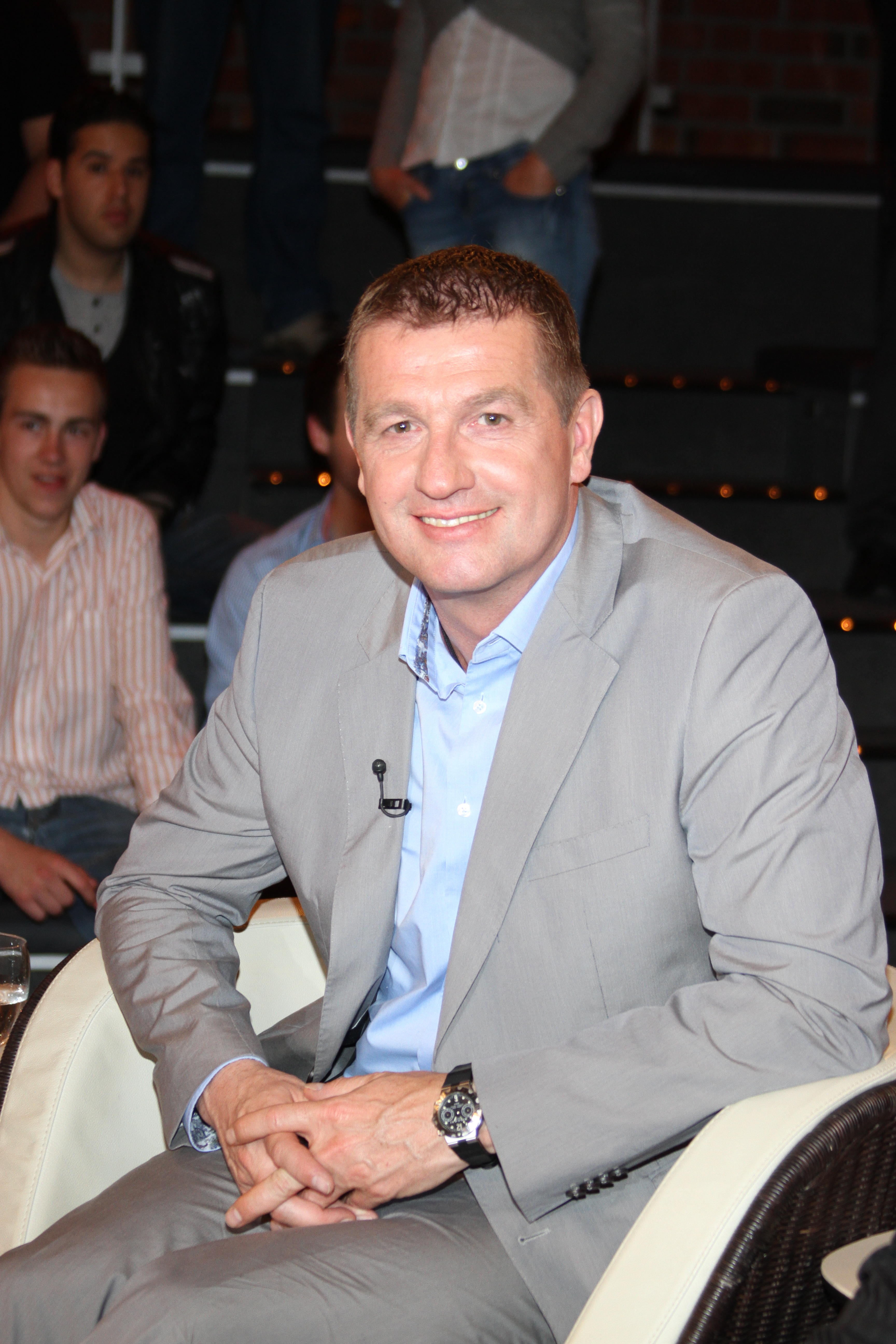
Thomas Strunz im Studio Fernsehmacher bei Markus Lanz, 2012

Nach seiner Karriere als Spieler arbeitete Strunz als Spielervermittler für verschiedene Spieler.
Vom 1. Januar bis zum 19. Dezember 2005 war Strunz als Nachfolger des am 24. August 2004 zurückgetretenen Peter Pander Manager und Geschäftsführer beim VfL Wolfsburg. Nach der Entlassung von Eric Gerets sowie dem ausbleibenden Erfolg unter dem neuen Trainer Holger Fach geriet auch Strunz in die Kritik. Nach Ende der Hinrunde 2005/06 entließ der VfL Wolfsburg Strunz sowie den von ihm geholten Trainer Holger Fach. Beide erhielten eine Abfindung.
Ab dem 19. April 2008 war Strunz Sportlicher Leiter beim Regionalligisten Rot-Weiss Essen. Mit einem 5-Jahres-Plan wollte er den angeschlagenen Traditionsverein zurück in die 2. Bundesliga führen. Zudem betreute er in der Saison 2009/10 die Mannschaft als Teamchef. Nach einer 0:2-Niederlage am 11. September 2009 gegen die zweite Mannschaft des 1. FC Köln wurde Strunz mit sofortiger Wirkung von allen Aufgaben entbunden.
Lange Zeit arbeitete Strunz als Experte für den Fernsehsender Sport1. Er war dort abwechselnd im Studio oder auch vor Ort im Stadion im Einsatz. Jeden Montagabend analysierte er den abgelaufenen Bundesliga-Spieltag in der Sendung Telekom Spieltaganalyse. In der Fußball-Talkshow Doppelpass war Strunz von 2011 bis 2018 regelmäßig als Experte zu Gast. Er ersetzte dabei den bisherigen Experten Udo Lattek. Zum Ende der Fußball-WM 2018 beendete Strunz sein Engagement als Experte beim Doppelpass. Sein letzter Auftritt war beim WM-Doppelpass am 15. Juli 2018, wo er von seinem langjährigen Weggefährten (als Spieler bei Bayern München sowie in diversen sport1-Formaten) und Doppelpass-Moderator Thomas Helmer nach sieben Jahren verabschiedet wurde.
Darüber hinaus war er wieder als Spielerberater in der TS Sports OHG in Düsseldorf als geschäftsführender Gesellschafter tätig. Diese wurde im Juni 2018 von der arena11 sports group GmbH aus Grünwald bei München aufgekauft.

## Privatleben
In die Schlagzeilen geriet Strunz, als sein ehemaliger Mannschaftskamerad Stefan Effenberg ein Verhältnis mit seiner Frau Claudia begann. Mit ihr war Strunz von 1997 bis 2002 in zweiter Ehe verheiratet; sie haben eine Tochter und einen Sohn. Mit seiner ersten Ehefrau Beate hat er ebenfalls einen Sohn. Von seiner aktuellen Lebensgefährtin Stephanie bekam er 2006 eine weitere Tochter.

## Populärkultur
Giovanni Trapattoni, damals Trainer von Bayern München, hatte 1998 bei einer Pressekonferenz einen Wutausbruch und schimpfte dabei auch über seinen Spieler Strunz: „Was erlauben Strunz?!“
Daran knüpfte der Titel des TV-Magazins Was erlauben Strunz!? mit Claus Strunz an, das von 2004 bis 2010 auf N24 lief.
Trapattoni kritisierte damals Strunz' häufiges verletzungsbedingtes Ausfallen („Ist immer verletzt!“). Eigentlich wollte Trapattoni Strunz' Teamkollegen Mario Basler und Mehmet Scholl, die zuvor Trapattoni öffentlich kritisiert hatten, an den Pranger stellen. Während Basler und Scholl in Trapattonis dreieinhalbminütigen Rede auch kurz kritisiert wurden, befand sich Strunz – der Trapattoni gar nicht kritisiert hatte – plötzlich überraschenderweise im Zentrum von Trapattonis Kritik.
Strunz selbst erklärte dazu später: „Giovanni hat alle drei Namen, die ihm genannt wurden, in einen Sack gepackt und drauf gekloppt“.
Trapattoni entschuldigte sich Jahre später für die Kritik an Strunz: „Thomas war im Grunde unschuldig und deshalb verlief alles so unglücklich.“
Während die Wutrede anfangs „unangenehm“ gewesen sei, kann Strunz mittlerweile darüber lachen.
Durch die Wutrede Trapattonis wurde auch der Bekanntheitsgrad von Strunz gesteigert. Strunz erklärte einmal: „Aber tatsächlich wurde der Bekanntheitsgrad meines Namens dadurch erhöht. Wenn ich am Ball war, haben die Leute 'Struuunz' gerufen. Ich hatte mein Markenzeichen.“